# 熊孺登
熊孺登，钟陵（即今江西进贤）人。元和年间（806—820）登进士第，为四川藩镇从事。与白居易、刘禹锡、元稹相交，时相赠答。创作颇丰，但传世仅诗集一卷，以赠答应酬之作为多。有些诗句感情真挚动人，为时所传诵。